# Terremoto de la Villa de Santa María de Cañete de 1578
El terremoto de la Villa de Santa María de Cañete de 1578 ocurrió a las 12:05 horas del 17 de julio de 1578, y presentó una intensidad máxima de grado VII en Mercalli Modificada, con apenas 21 años de fundación de la Villa de Cañete (ubicada en las inmediaciones del actual Centro Poblado Santa Bárbara de San Luis de Cañete), destruye casas y el templo. La población de esta villa se traslada entonces, al actual pueblo de San Luis.

## El terremoto
La Villa de Santa María de Cañete o también conocida como Valle de Cañete fue remecida por un furioso temblor. Se vinieron abajo casas, templos y daña el Palacio de los Virreyes. Por tal razón los pobladores de esta villa (ubicada en aquél momento en los alrededores del actual Centro Poblado Santa Bárbara) se trasladan al actual pueblo de San Luis. El terremoto además causa daños en algunas poblaciones toda la costa central del Perú. Gobernaba entonces en el Perú el Virrey Francisco Álvarez de Toledo. Esta catástrofe fue una de las muchas que ocurrieron en esta época después de la de Lima, destruida por el terremoto del 15 de noviembre de 1555.

## Víctimas
Se estima entre 160 y 200 los muertos y decenas los heridos, en un área afectada que incluía las ciudad Lima e Ica.